# Antonio Molina (cyclisme)
Pour l'acteur et chanteur espagnol, voir Antonio Molina. Pour les homonymes, voir Molina.
Molina  Canet est un nom espagnol. Le premier nom de famille, en général paternel, est Molina ; le second, en général maternel, souvent omis, est Canet.
Antonio Molina Canet, né le 4 janvier 1991 à Xàbia, est un coureur cycliste espagnol, membre de l'équipe continentale professionnelle Caja Rural-Seguros RGA de 2014 à 2019.

## Biographie
À la fin de la saison 2019, il met un terme à sa carrière après six saisons en tant que professionnel. À 28 ans, il annonce qu'il ne s'est pas remis des problèmes subis à l'artère iliaque.

## Palmarès

### Par année
- 2011
  - San Gregorio Proba
  - San Martín Proba
- 2012
  - Circuito Sollube
  - Andra Mari Sari Nagusia
  - 2e du San Bartolomé Sari Nagusia
- 2013
  - Tour de Navarre : 
    - Classement général
    - 1re étape

  - 2e de la Subida a Urraki

### Résultats sur les grands tours

#### Tour d'Espagne
1 participation
- 2018 : 120e

### Classements mondiaux
| Année            | 2013   | 2014 | 2015 | 2016   | 2017   | 2018 |
| ---------------- | ------ | ---- | ---- | ------ | ------ | ---- |
| UCI Europe Tour  | 1 152e |      |      | 1 456e | 1 050e | 687e |
| UCI America Tour |        |      |      |        | 200e   |      |